# Лі (Нью-Гемпшир)
Лі (англ. Lee) — місто (англ. town) в США, в окрузі Страффорд штату Нью-Гемпшир. Населення — 4520 осіб (2020).

## Демографія
Згідно з переписом 2010 року, у місті мешкало 4330 осіб у 1661 домогосподарстві у складі 1177 родин. Було 1765 помешкань
Расовий склад населення:
| - 93,8 % — білих - 2,9 % — азіатів - 0,9 % — чорних або афроамериканців - 0,1 % — корінних американців |

До двох чи більше рас належало 2,0 %. Частка іспаномовних становила 1,6 % від усіх жителів.
За віковим діапазоном населення розподілялося таким чином: 24,6 % — особи молодші 18 років, 65,7 % — особи у віці 18—64 років, 9,7 % — особи у віці 65 років та старші. Медіана віку мешканця становила 41,0 року. На 100 осіб жіночої статі у місті припадало 102,3 чоловіків;  на 100 жінок у віці від 18 років та старших — 97,8 чоловіків також старших 18 років.
Середній дохід на одне домашнє господарство  становив 116 620 доларів США (медіана — 108 462), а середній дохід на одну сім'ю — 132 119 доларів (медіана — 115 625). Медіана доходів становила 71 560 доларів для чоловіків та 61 777 доларів для жінок. За межею бідності перебувало 0,2 % осіб, у тому числі 0,0 % дітей у віці до 18 років та 0,0 % осіб у віці 65 років та старших.
Цивільне працевлаштоване населення становило 2487 осіб. Основні галузі зайнятості: освіта, охорона здоров'я та соціальна допомога — 30,5 %, науковці, спеціалісти, менеджери — 15,9 %, виробництво — 12,0 %, фінанси, страхування та нерухомість — 11,0 %.